# AB-20
La AB-20 o avenida de La Mancha es la segunda circunvalación urbana de la ciudad española de Albacete, al servicio de las diferentes áreas de la capital.
Con una longitud de 12 kilómetros, conecta la A-31, al oeste de la ciudad, a la intersección entre la A-30 y A-31 hacia el este. 
Se compone de varios intercambios al servicio de la zona centro de la ciudad como rotondas y las intersecciones.

## Características
La Segunda Circunvalación de Albacete discurre en su trazado urbano entre el paseo de la Cuba, al noroeste, y la carretera de Valencia, al sureste. En torno a ella se sitúan los barrios Los Llanos del Águila, Imaginalia, Universidad, Hermanos Falcó, Hoya de San Ginés y Medicina en su tramo finalizado. Tiene una longitud de 12 km, con dos carriles por sentido separados por una zona ajardinada, con aparcamiento a ambos lados. Cuenta con amplias aceras, carril bici y zonas ajardinadas, que conforman uno de los principales paseos de la ciudad.

## Lugares de interés

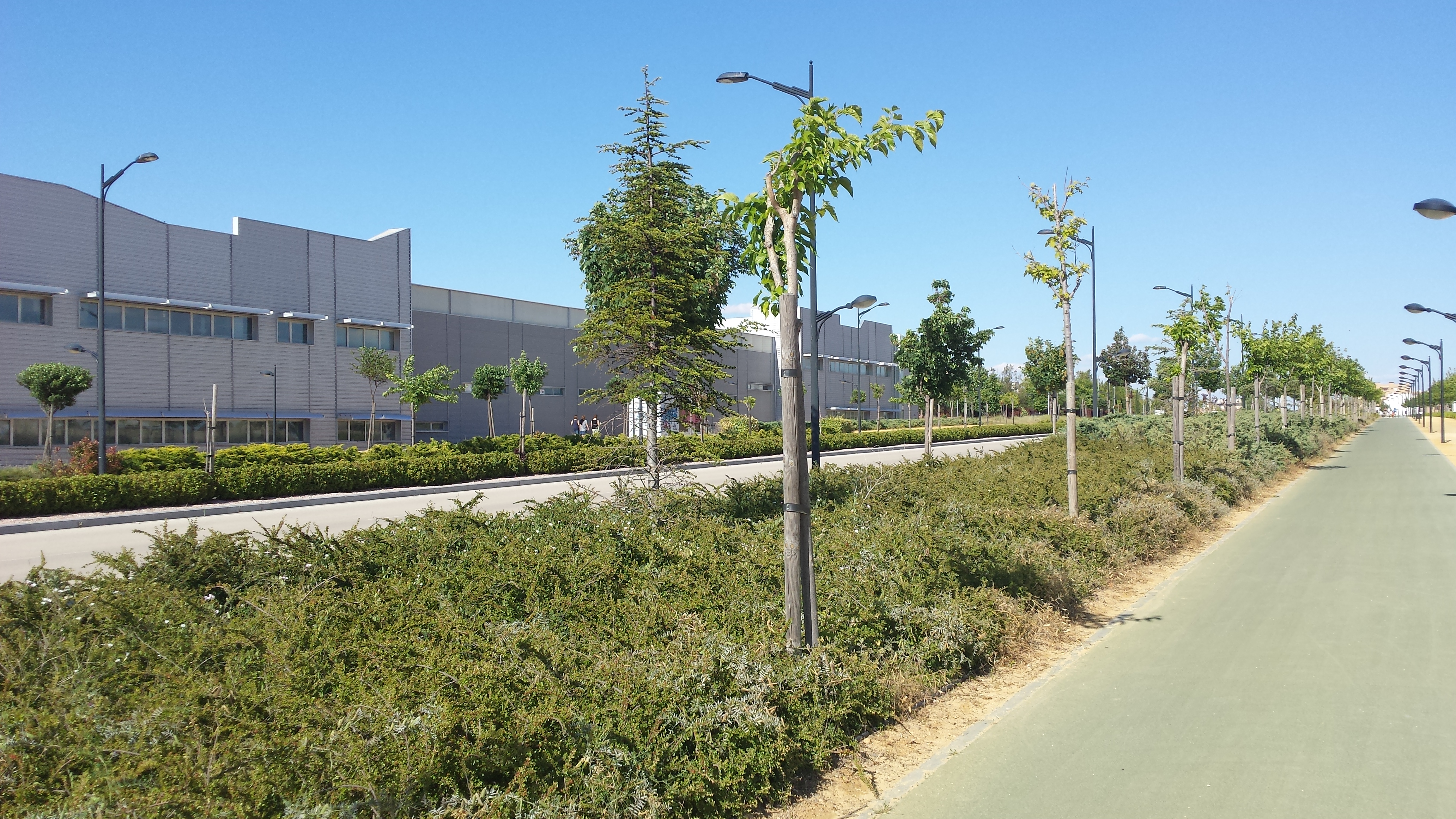
Parque Científico y Tecnológico de Castilla-La Mancha y vía verde de La Pulgosa en la avenida de La Mancha

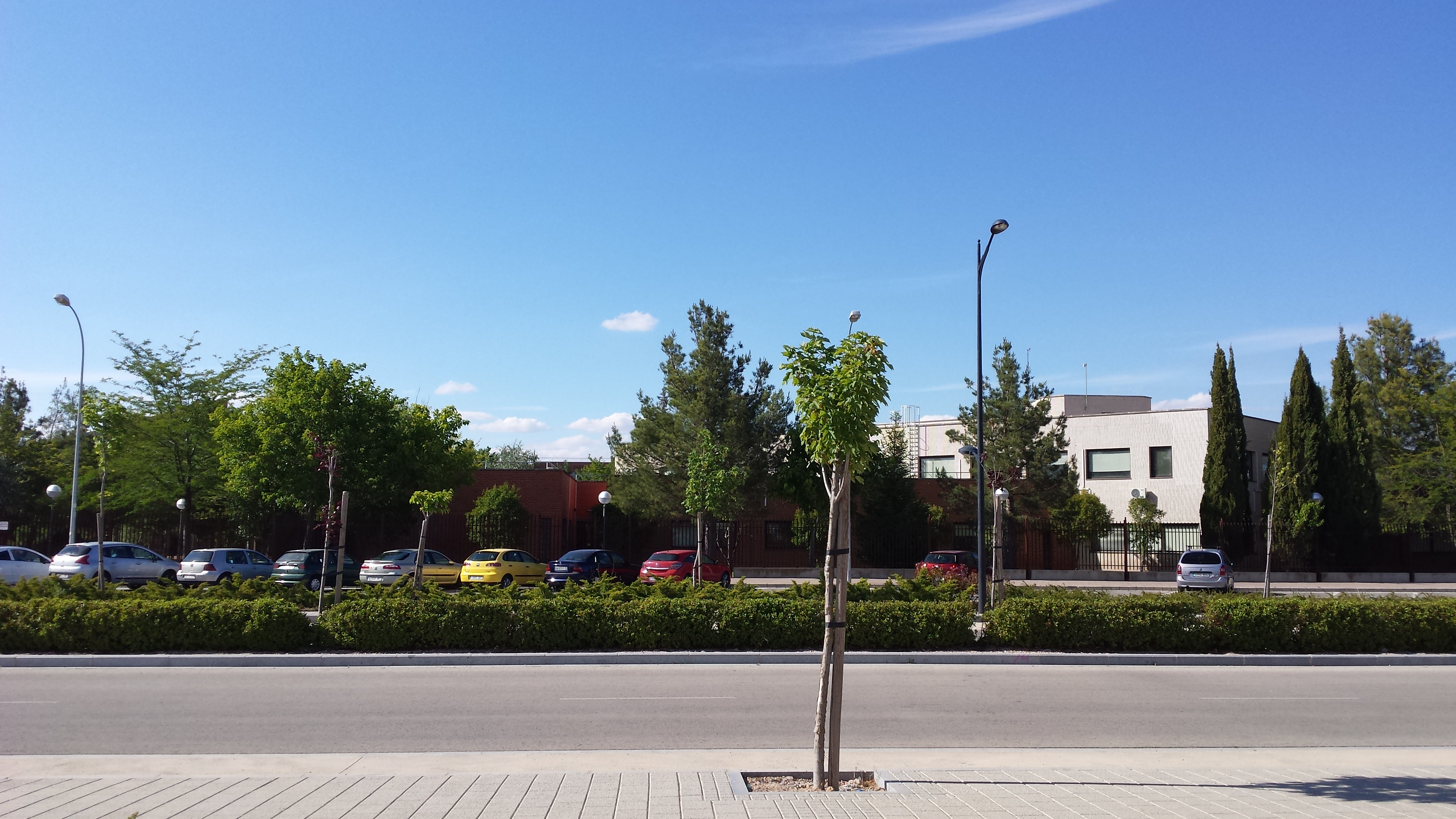
Vista de la Facultad de Educación del Campus General de Albacete desde la AB-20

Entre los principales lugares de interés destacan el Centro de Atención a la Salud Mental de Albacete, que abrió sus puertas en 2006, sustituyendo al Hospital Psiquiátrico Virgen de la Purificación, más conocido como Las Tiesas; el Centro Asociado UNED de Albacete, creado en 1973, en donde se imparten más de 26 grados universitarios, máster, el acceso a la universidad para mayores de 25, 40 y 45 años, y cursos de idiomas; el Conservatorio Profesional de Danza José Antonio Ruiz de Albacete, creado en 2007 absorbiendo las enseñanzas profesionales de danza que se venían impartiendo en el Real Conservatorio Profesional de Música y Danza, en donde se imparten las especialidades de Danza Clásica y Danza Española en un moderno edificio de 3000 metros cuadrados; el jardín botánico de Castilla-La Mancha, auténtico museo vivo del mundo vegetal de 7 hectáreas de extensión que alberga más de 1 500 especies y 100 000 plantas, único en la comunidad autónoma de Castilla-La Mancha, que es también un centro científico para el estudio de las plantas, su diversidad y conservación, que alberga el Instituto Botánico de Castilla-La Mancha, dependiente de la Universidad de Castilla-La Mancha; la Facultad de Educación del Campus General de Albacete de la Universidad de Castilla-La Mancha; el Parque Científico y Tecnológico de Castilla-La Mancha, creado en 2001; la vía verde de La Pulgosa, que da acceso, con carril bici incluido, al parque periurbano La Pulgosa, y el campo de fútbol José Copete, inaugurado en 2002, con capacidad para 3000 espectadores.

## Trazado
- Se desconecta de la A-31 hacia el este a lo largo de la ruta de Madrid.
- Pasa por el centro urbano desde el sur antes de llegar a la A-30 y A-31.

## Salidas
| Número de la salida | Nombre de la salida                                                                      | Bifurcación |
| ------------------- | ---------------------------------------------------------------------------------------- | ----------- |
|                     | Madrid A-3 ' AP-36 ' Cuenca' CM-45 ' Ciudad Real - Puertollano A-43                      | A-31        |
|                     | Polígono industrial Campollano Norte                                                     |             |
|                     | Polígono industrial Campollano - Primera Avenida                                         |             |
|                     | Polígono industrial Campollano - Segunda Avenida                                         |             |
|                     | Polígono industrial Campollano - Tercera Avenida                                         |             |
|                     | Linares - Bailén Granada - Jaén                                                          | A-32        |
|                     | Imaginalia                                                                               |             |
|                     | Albacete Oeste - Albacete - Avenida de la Mancha                                         |             |
|                     | Albacete Centro - Albacete - Avenida de los Toreros                                      |             |
|                     | Albacete Centro - Albacete - Calle Benavente Albacete - Carretera de Jaén                |             |
|                     | Albacete - Calle Méjico - Albacete - Calle Ríos Rosas                                    |             |
|                     | Albacete - Los Llanos - Albacete - Calle Rosario                                         |             |
|                     | Albacete- Calle Capitán Cortes - Albacete - Parque Abelardo Sánchez                      |             |
|                     | Albacete - Avenida de España - Universidad de Castilla-La Mancha Estadio Carlos Belmonte |             |
|                     | Albacete - Calle Hermanos Falcó - Aeropuerto de Albacete-Los Llanos Murcia A-30          |             |
|                     | Albacenter - Albacete - Carreterra de Valencia                                           |             |
|                     | Nueva Ciudad                                                                             |             |
|                     | Valencia - Játiva A-35 Elche - Alicante Murcia - Cartagena                               | A-31 A-30   |

## Galería de imágenes

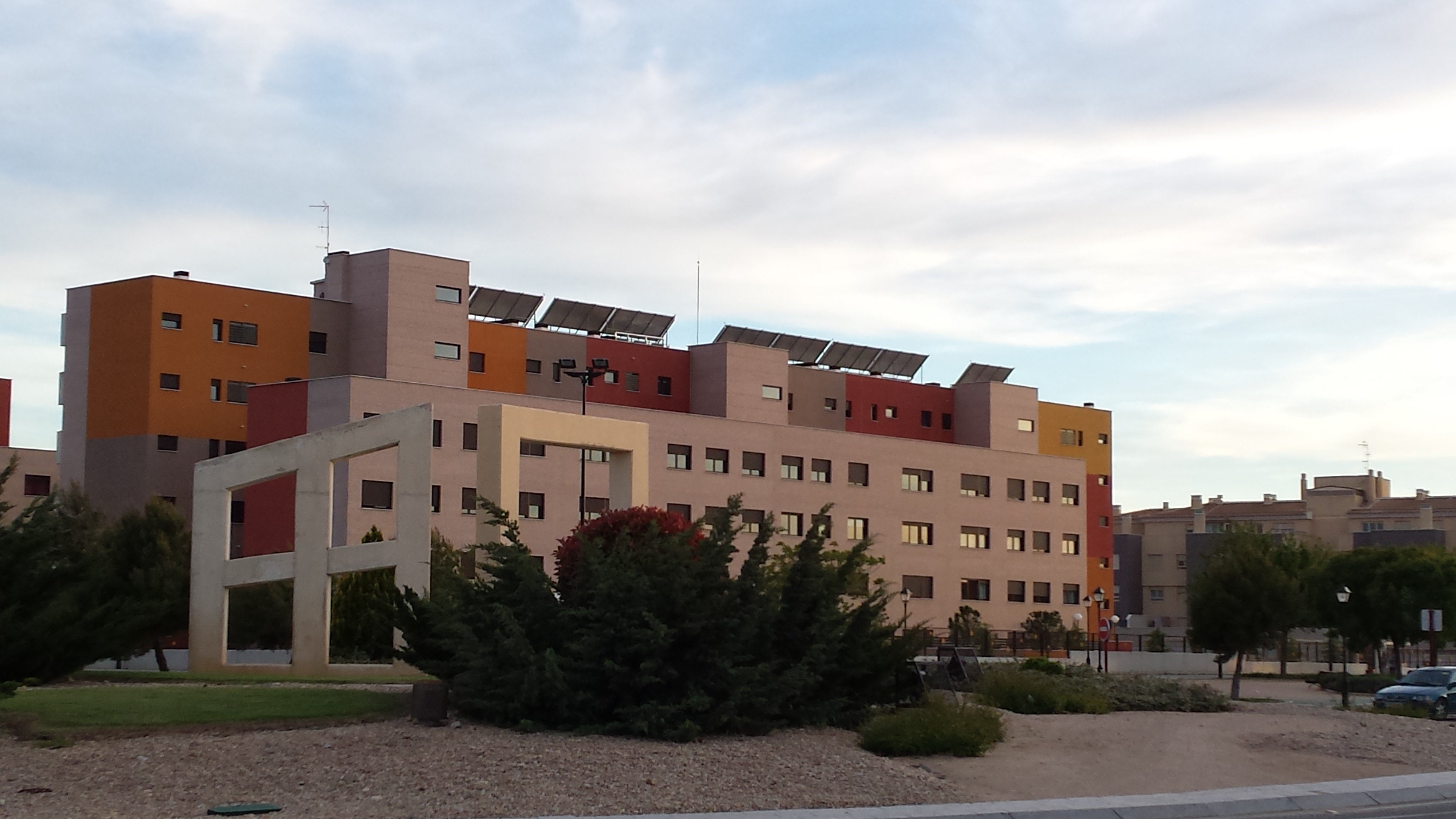
Rotonda de la AB-20
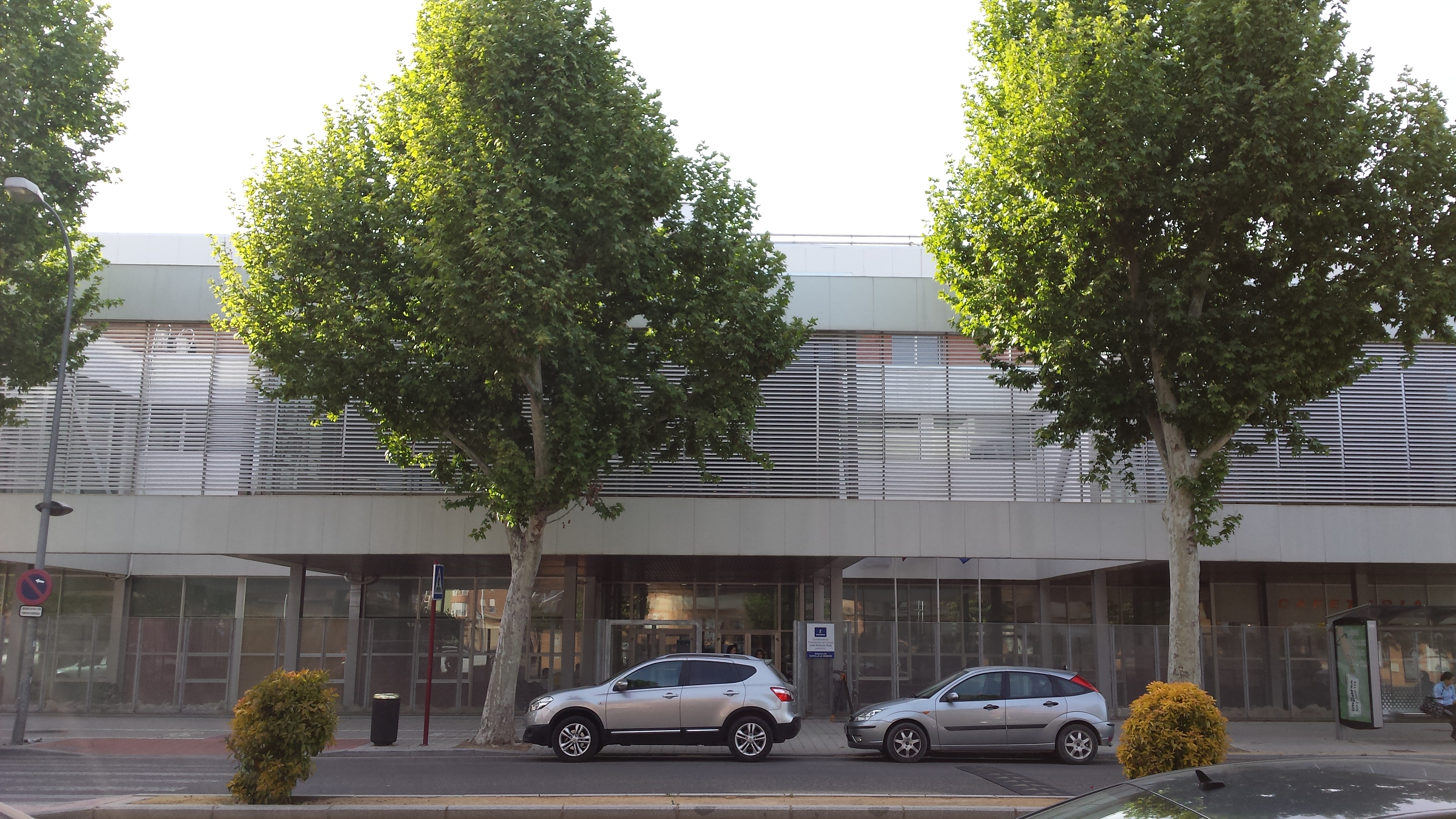
Conservatorio Profesional de Danza José Antonio Ruiz de Albacete
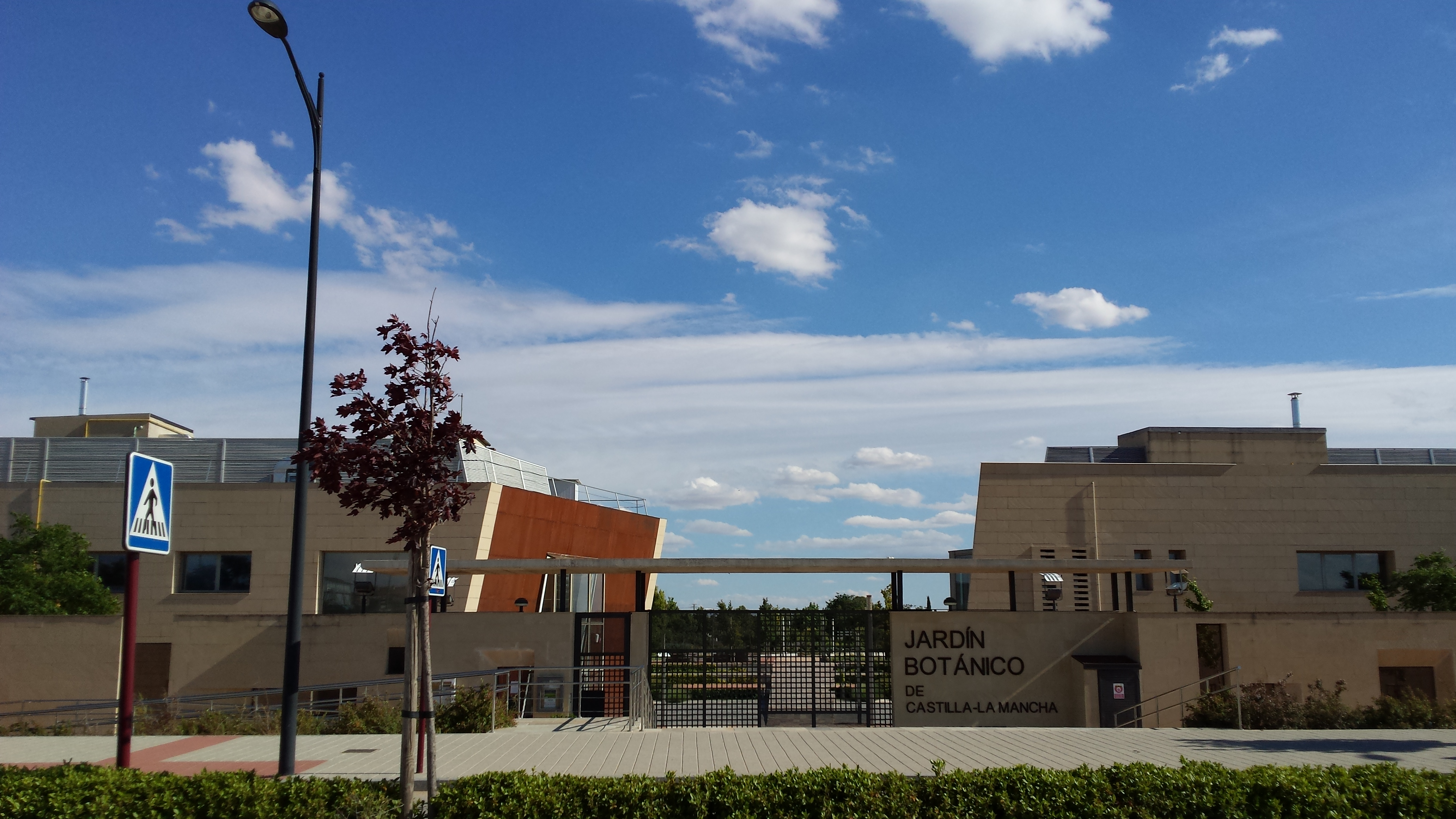
Vista del Jardín Botánico de Castilla-La Mancha desde la avenida de La Mancha